# Centralni bantu jezici zone G
Centralni bantu jezici zone G (privatni kod: cnbg) skupina centralnih bantu jezika iz Tanzanije, Komora i Mozambika, i po jedan predstavnik iz Mayottea, Demokratske Republike Kongo i Somalije. Ukupno (36), to su:
a. Bena-Kinga (G.60) (9): bena, hehe, kinga, kisi, magoma, manda, pangwa, sangu, wanji;
b. Gogo (G.10) (2): gogo, kagulu;
c. Pogoro (G.50) (2): ndamba, pogolo;
d. Shambala (G.20) (4): asu, bondei, shambala, taveta;
e. Swahili (G.40) (8): komorski (4 jezika: mwali komorski, ndzwani komorski, ngazidja komorski i komorski), makwe, mwani, swahili (2 jezika: kongoanski swahili i swahili);
f. Zigula-Zaramo (G.30) (11): doe, kami, kutu, kwere, luguru, mushungulu, ngulu, sagala, vidunda, zaramo, zigula.

## Vanjske poveznice
- Ethnologue (14th)
- Ethnologue (15th)